# Regulation 64 panels
De regulation 64 panels waren door UNMIK op basis van een verordening ad hoc opgerichte strafkamers in Kosovo, die bevoegd waren om een strafzaak over te nemen voor zover dat 'nodig geacht wordt om de onafhankelijkheid en onpartijdigheid van de rechtsprekende macht of een juiste rechtspleging te waarborgen'. De naam voor de kamers is ontleend aan de verordening die hen oprichtte: UNMIK Regulation 2000/64. Door de onafhankelijkheid van Kosovo werd het mandaat van UNMIK overgenomen door EULEX. Gedurende hun bestaan hebben de kamers diverse oorlogsmisdadigers berecht, en hebben de internationale kamers in het Hooggerechtshof diverse twijfelachtige veroordelingen van lagere Kosovaarse rechters vernietigd.

## Geschiedenis
Het conflict in Kosovo heeft zijn oorsprong in 1987 toen president Slobodan Milosevic besloot de autonomie van de regio in te trekken; daardoor stond Kosovo vanaf 1989 de facto onder de controle van Servië. Reeds bestaande spanningen tussen Kosovaarse Albanezen en Serviërs liepen op, waarna in 1996 het bevrijdingsleger van Kosovo (UÇK) werd opgericht. Het UÇK begon een gewapende strijd tegen het Servische leger en de politie, wat uiteindelijk uitmondde in een grootschalige opstand waarbij diverse Kosovaars-Albanese burgers de dood vonden of verdreven werden. Het conflict werd gekenmerkt door ernstige mensenrechtenschendingen door beide zijden in het conflict. Om een herhaling van een catastrofe als in Bosnië te voorkomen besloot de NAVO in februari en maart van 1999 in te grijpen. Van 24 maart tot 10 juni 1999 werden Servische stellingen gebombardeerd, waarna het Servische leger zich terugtrok. Daaropvolgend werd Kosovo onder het bestuur van de Verenigde Naties geplaatst (UNMIK). Door middel van resolutie 1244 van de VN-Veiligheidsraad werd een internationale vredescoalitie opgezet (KFOR).

### UNMIK
UNMIK bouwde het Kosovaarse rechtssysteem gelijk in de eerste weken van zijn mandaat op. Aangezien Kosovo overwegend bestaat uit Kosovaarse Albanesen, werden de rechtbanken hoofdzakelijk gevuld met Kosovaarse Albanezen. Echter, werd al snel duidelijk dat er sprake was van grootschalige corruptie en partijdigheid binnen de rechtbanken: Serviërs werden onbeperkt in voorarrest gehouden zonder tussenkomst van een rechter; Kosovaarse Albanezen die verdacht werden van ernstige (oorlogs)misdaden tegen Serviërs werden vrijgelaten. Om deze problemen het hoofd te bieden riep de Special Representative of the Secretary-General (SRSG) een commissie in het leven voor een nieuw op te richten tribunaal, de Kosovo War and Ethnic Crimes Court (KWECC). De KWECC zou een op zichzelf staand Hof worden met zowel buitenlandse als Kosovaarse rechters en exclusief bevoegd zijn op het gebied van oorlogs- en etnische misdaad. Een raketaanslag op een bus vol Serviërs in Mitrovicë in februari 2000 en het daardoor oplaaiende geweld zorgde echter voor dat een andere koers werd ingeslagen. Met verordening 2000/6 introduceerde UNMIK direct de mogelijkheid voor de Special Representative om de rechters en openbare aanklagers in de regio Mitrovica te vervangen door buitenlandse rechters en aanklagers. Naar aanleiding van klachten en hongerstakingen van Serviërs dat zij veel te lang in voorarrest werden gehouden werd deze verordening geamendeerd, zodat deze voor alle regio's ging gelden.

## Oprichting
Hoewel internationale rechters reeds hun werk deden in Kosovo, konden zij pas echt beginnen nadat verordening 2000/64 was aangenomen. Tot die tijd bepaalde het Kosovaarse recht namelijk dat ernstige misdrijven door twee beroepsrechters en drie lekenrechters moesten worden berecht. Zelfs met maximaal twee buitenlandse rechters was het dus niet mogelijk om een meerderheid in de raadkamer te krijgen. Met de invoering van verordening 2000/64 kreeg UNMIK de mogelijkheid om op verzoek van de verdediging, aangeklaagde of aanklger de rechters van een zaak te vervangen door twee buitenlandse en één Kosovaarse rechter. Vervanging was echter niet mogelijk indien de terechtzitting reeds had aangevangen, omdat dit te veel vertraging met zich zou meebrengen. Dit liet echter het recht onverlet om in hoger beroep alsnog om vervanging te vragen.
Globaal waren er twee opvallende karakteristieken aan de regulation 64 panels. Ten eerste maakten zij gewoon deel uit van het Kosovaarse rechtssysteem en spraken zij Kosovaars recht. Daarnaast waren de internationale rechters en aanklagers (ook wel: IJPs) niet afhankelijk van de president van de rechtbank voor deelname aan een zaak. Op basis van verordening 2000/6 konden zij zelf deelnemen aan elke zaak waarbij zij vonden dat een internationale rechter noodzakelijk was en op basis van verordening 2000/64 kon de SRSG rechters aan een zaak toevoegen of een internationale kamer instellen.